# Naturschutzgebiet Nonnenbusch
Das Naturschutzgebiet Nonnenbusch mit einer Größe von 3,6 ha liegt westlich von Bredelar im Stadtgebiet von Marsberg im Hochsauerlandkreis. Das Gebiet wurde 2001 mit dem Landschaftsplan Hoppecketal durch den Hochsauerlandkreis als Naturschutzgebiet (NSG) ausgewiesen.

## Gebietsbeschreibung
Beim NSG handelt es sich um einen Sekundärbiotop in der ehemaligen Tongrube einer Ziegelei mit terrassenförmigen Abgrabungen. Die Tongrube wurde bis 1982 genutzt. an deren westlichen Rändern Felsbereiche zu Tage treten. Die zentrale Fläche im NSG ist mit niedrigwüchsigem Grünland bestanden. An den Rändern des Günlandes haben sich Weiden- und Birkengehölze etabliert. Im Nordosten stockt in Nähe eines begradigten Baches ein Erlen-Auwald.
Es kommen verschiedene Arten von Amphibien, Reptilien und Vögeln vor.

## Schutzzweck
Das NSG soll den dortigen Sekundärbiotop in der ehemaligen Tongrube schützen. Wie bei allen Naturschutzgebieten in Deutschland wurde in der Schutzausweisung darauf hingewiesen, dass das Gebiet „wegen der Seltenheit, besonderen Eigenart und Schönheit des Gebietes“ zum Naturschutzgebiet wurde.